# 高橋藤丸
高橋 藤丸（たかはし ふじまる）は、戦国時代の武将。諱は勝春（かつはる）。

## 経歴・人物
織田信忠麾下の小姓。天正10年（1582年）6月2日、本能寺の変で戦死した。